# كزافييه سيلاس
كزافييه سيلاس (بالإنجليزية: Xavier Silas)‏ مواليد 22 يناير 1988 في سان أنطونيو، هو لاعب كرة سلة محترف أمريكي بدأ مسيرته الاحترافية في سنة 2011 ويحمل الرقم 1. يبلغ طوله 6 قدم 5 بوصة (2.0 م).

## فرق لعب لها
- بي سي إم جرافيلين
- فيلادلفيا سفنتي سيكسرز
- كويمسا
- تليكوم باسكتس بون

## إحصائيات المسيرة

### الموسم الاعتيادي
| السنة   | الفريق                 | لعب | بدأ | دقيقة | ميداني% | ثلاثية | حرة  | ارتداد | صنع | استلاب | تصدي | نقطة |
| ------- | ---------------------- | --- | --- | ----- | ------- | ------ | ---- | ------ | --- | ------ | ---- | ---- |
| 2011–12 | فيلادلفيا سفنتي سيكسرز | 2   | 0   | 19.5  | .297    | .167   | .667 | 2.0    | 1.5 | .0     | .0   | 5.5  |
| المسيرة |                        | 2   | 0   | 19.5  | .297    | .167   | .667 | 2.0    | 1.5 | .0     | .0   | 5.5  |

### التصفيات
| السنة   | الفريق                 | لعب | بدأ | دقيقة | ميداني% | ثلاثية | حرة  | ارتداد | صنع | استلاب | تصدي | نقطة |
| ------- | ---------------------- | --- | --- | ----- | ------- | ------ | ---- | ------ | --- | ------ | ---- | ---- |
| 2012    | فيلادلفيا سفنتي سيكسرز | 2   | 0   | 2.0   | 1.000   | .000   | .000 | 1.0    | .0  | .0     | .0   | 1.0  |
| المسيرة |                        | 2   | 0   | 2.0   | 1.000   | .000   | .000 | 1.0    | .0  | .0     | .0   | 1.0  |

## روابط خارجية
- كزافييه سيلاس على موقع إن بي أي (الإنجليزية)
- كزافييه سيلاس على موقع سبورتس رفرنس (الإنجليزية)
- كزافييه سيلاس على موقع كرة السلة الأوروبية.كوم (الإنجليزية)
- كزافييه سيلاس على موقع كلية كرة السلة في سبورتس رفرنس.كوم (الإنجليزية)
- كزافييه سيلاس على موقع ريلجم (الإنجليزية)
- كزافييه سيلاس على موقع بروبوليرز (الإنجليزية)
- كزافييه سيلاس على موقع سبورتس رفرنس (الإنجليزية)
- كزافييه سيلاس على موقع سبورتس رفرنس (الإنجليزية)